# Blood on the Tracks
Blood on the Tracks é o décimo quinto álbum de estúdio do cantor Bob Dylan, lançado a 17 de Janeiro de 1975. Este álbum está na lista dos 200 álbuns definitivos no Rock and Roll Hall of Fame.
Este disco marca o regresso à gravadora Columbia Records, depois de editar dois álbuns com a Asylum Records. Alguns anos depois, as críticas disseram que se tratava de um dos melhores discos do cantor.
Em 2003, o disco foi incluído na lista da revista Rolling Stone no nº 16 dos 500 Melhores Álbuns de Todos os Tempos. Este é um dos melhores álbuns do cantor em termos de vendas, tendo sido certificado nos Estados Unidos com Dupla Platina.
O disco atingiu o nº 1 do Pop Albums.
| Críticas profissionais                                                      | Críticas profissionais |
| Avaliações da crítica                                                       | Avaliações da crítica  |
| Fonte                                                                       | Avaliação              |
| --------------------------------------------------------------------------- | ---------------------- |
| Allmusic                                                                    | [ 9 ]                  |
| Robert Christgau                                                            | (A)                    |
| Rolling Stone                                                               | (Positivo)             |
| Esta tabela precisa de ser acompanhada por texto em prosa. Consulte o guia. |                        |

## Faixas
Todas as faixas por Bob Dylan

### Lado 1
1. "Tangled Up in Blue" – 5:42
2. "Simple Twist of Fate" – 4:19
3. "You're a Big Girl Now" – 4:36
4. "Idiot Wind" – 7:48
5. "You're Gonna Make Me Lonesome When You Go" – 2:55

### Lado 2
1. "Meet Me in the Morning" – 4:22
2. "Lily, Rosemary and the Jack of Hearts" – 8:51
3. "If You See Her, Say Hello" – 4:49
4. "Shelter from the Storm" – 5:02
5. "Buckets of Rain" – 3:22

## Créditos
- Bob Dylan – Vocal, guitarra, harmónica, órgão, bandolim
- Bill Peterson – Baixo
- Eric Weissberg – Banjo, guitarra
- Tony Brown – Baixo
- Charles Brown, III – Guitarra
- Bill Berg – Bateria
- Buddy Cage – Guitarra
- Barry Kornfeld – Guitarra
- Richard Crooks – Bateria
- Paul Griffin – Órgão, teclados
- Gregg Inhofer – Teclados
- Thomas McFaul – Teclados
- Chris Weber – Guitarra
- Kevin Odegard – Guitarra